# گوشخانی

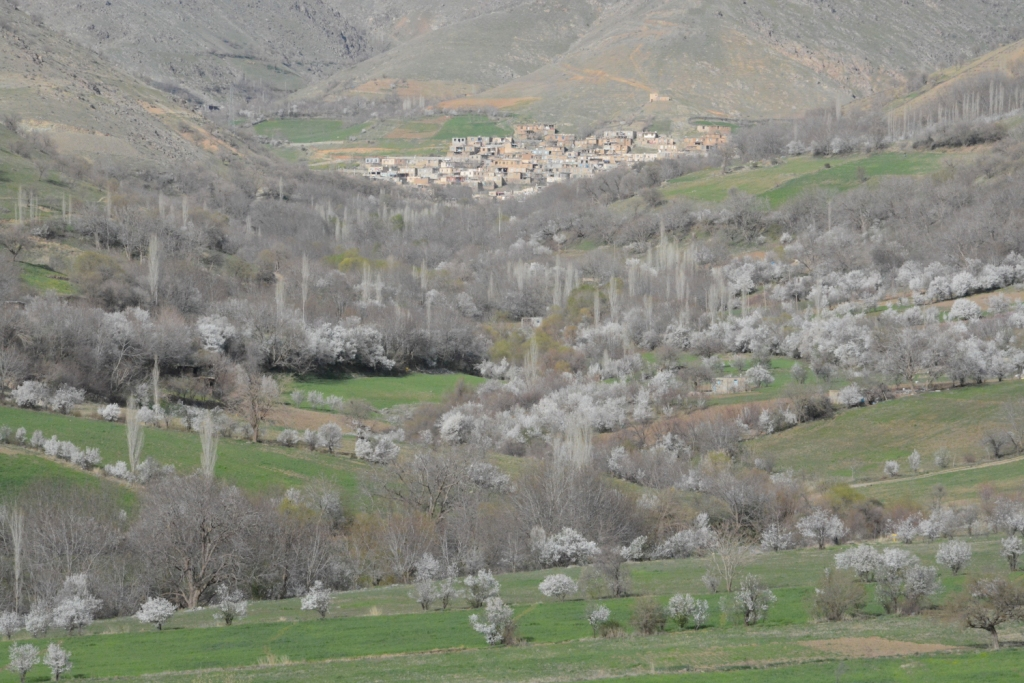
منظره ی روستای گوشخانی در بهار 1393

گوشخانی، روستایی از توابع بخش مرکزی شهرستان سروآباد در استان کردستان ایران است.

## جمعیت‌شناسی

### قومیت‌شناسی
جمعیت این منطقه را کُردها تشکیل می‌دهند.

### جمعیت
این روستا در دهستان رزآب قرار دارد و براساس سرشماری مرکز آمار ایران در سال ۱۳۸۵، جمعیت آن ۱٬۱۰۷ نفر (۲۸۹خانوار) بوده‌است.